# Tudo Bateu
"Tudo Bateu" é uma canção das cantoras Ivete Sangalo e Vanessa da Mata, lançada em 27 de janeiro de 2022, como terceiro single do projeto "Onda Boa com Ivete" (2022). Escrita por Ivete com o produtor Radamés Venâncio.

## Composição
A música é um forró que fala sobre o termino de um relacionamento. Ivete explicou que desde o inicio da composição já tinha pensado em Vanessa para a faixa: “Quando eu fiz essa música, tinha uma influência dela de composição, de melodias, umas intenções e eu pensei ‘isso me lembra, Vanessa’. A gente já queria cantar junto há muito tempo. Eu acho que o nosso encontro nesse momento reforça ainda a necessidade dele”.

## Lançamento
"Tudo Bateu" foi lançada para download digital e streaming como o terceiro single do álbum em 27 de janeiro de 2022.

## Apresentações ao vivo
A música foi apresentada pela primeira vez no especial da cantora no HBO Max, junto a Vanessa. A primeira performance na televisão, ocorreu no programa Altas Horas, apenas com Ivete. Em 16 de junho de 2022 as cantoras apresentaram a música ao vivo juntas pela primeira, na Micareta São Paulo. A canção foi incluida no repertório da turnê "Tudo Colorido".